# Doug Aldrich
Doug Aldrich (* 19. února 1964, Raleigh, Severní Karolína, Spojené státy) je americký hard rockový kytarista, nejvíce známý jako člen superskupiny The Dead Daisies od roku 2016. Hrál také ve skupinách Dio, Whitesnake Hurricane, Burning Rain, Lion, House of Lords, Bad Moon Rising.

## Diskografie

### Sólová
- 1994 - Highcentered
- 1997 - Electrovision
- 2001 - Alter Ego

### Lion
- 1986 - Power Love
- 1987 - The Transformers The Movie: Original Motion Picture Soundtrack
- 1987 - Dangerous Attraction
- 1989 - Trouble In Angel City

### Bad Moon Rising
- 1991 - Full Moon Fever
- 1991 - Bad Moon Rising
- 1993 - Blood
- 1993 - Blood on the Streets
- 1995 - Opium for the Masses
- 1995 - "Moonchild" (Singl)
- 1995 - Junkyard Haze
- 1999 - Flames on the Moon
- 2005 - Full Moon Collection

### Burning Rain
- 1999 - Burning Rain
- 2000 - Pleasure to Burn

### Dio
- 2002 - Killing the Dragon
- 2005 - Evil or Divine - Live in New York City
- 2006 - Holy Diver - Live
- 2006 - Push - Live

### Whitesnake
- 2006 - In the Still of the Night Live
- 2006 - Live: In the Shadow of the Blues
- 2007 - 1987: 20th Anniversary Collectors Edition
- 2008 - Good To Be Bad
- 2011 - Forevermore

### Ostatní
- 1990 - Slave to the Thrill-Hurricane
- 1990 - Sahara-House of Lords
- 1989 - One - Minoru Niihara
- 1989 - Cutting Air Act 1 - Air Pavilion
- 1997 (Japonsko) & 1999 (Evropa) - Windows - Mike Vescera Project
- 1998 (Japonsko) & 2000 (Evropa) - Ignition - Mark Boals
- 1999 - A Tribute To Early Van Halen - The Atomic Punks (Ralph Saenz)
- 1999 - Here Before - Stone
- 2000 - Mikazuki in Rock
- 2001 - Art of Mackin' - Ghetto Dynasty
- 2001-2002 - Superhero & More... - Brian McKnight
- 2002 - (1989-2002) From There To Here - Brian McKnight
- 2003 - Wake The Nations - Ken Tamplin and Friends
- 2003 - Guitar Zeus 1 - Carmine Appice's Guitar Zeus
- 2003 - Sho（照）Twist Songs - Sera Masanori
- 2005 - The Real Thing - Christian Tolle
- 2007 - Live for Tomorrow - Marco Mendoza
- 2007 - Jacaranda (Twist International) - Masanori Sera
- 2009 - Play My Game - Tim Ripper Owens
- 2009 - Northern Light Orchestra - Spirit Of Christmas
- 2009 - Conquering Heroes - Carmine Appice's Guitar Zeus
- 2009 - Pulling The Trigger - Cooper Inc.
- 2010 - Northern Light Orchestra - Celebrate Christmas
- 2012 - Lita Ford - Living Like a Runaway-guitar on Bad Neighborhood